# Sisara

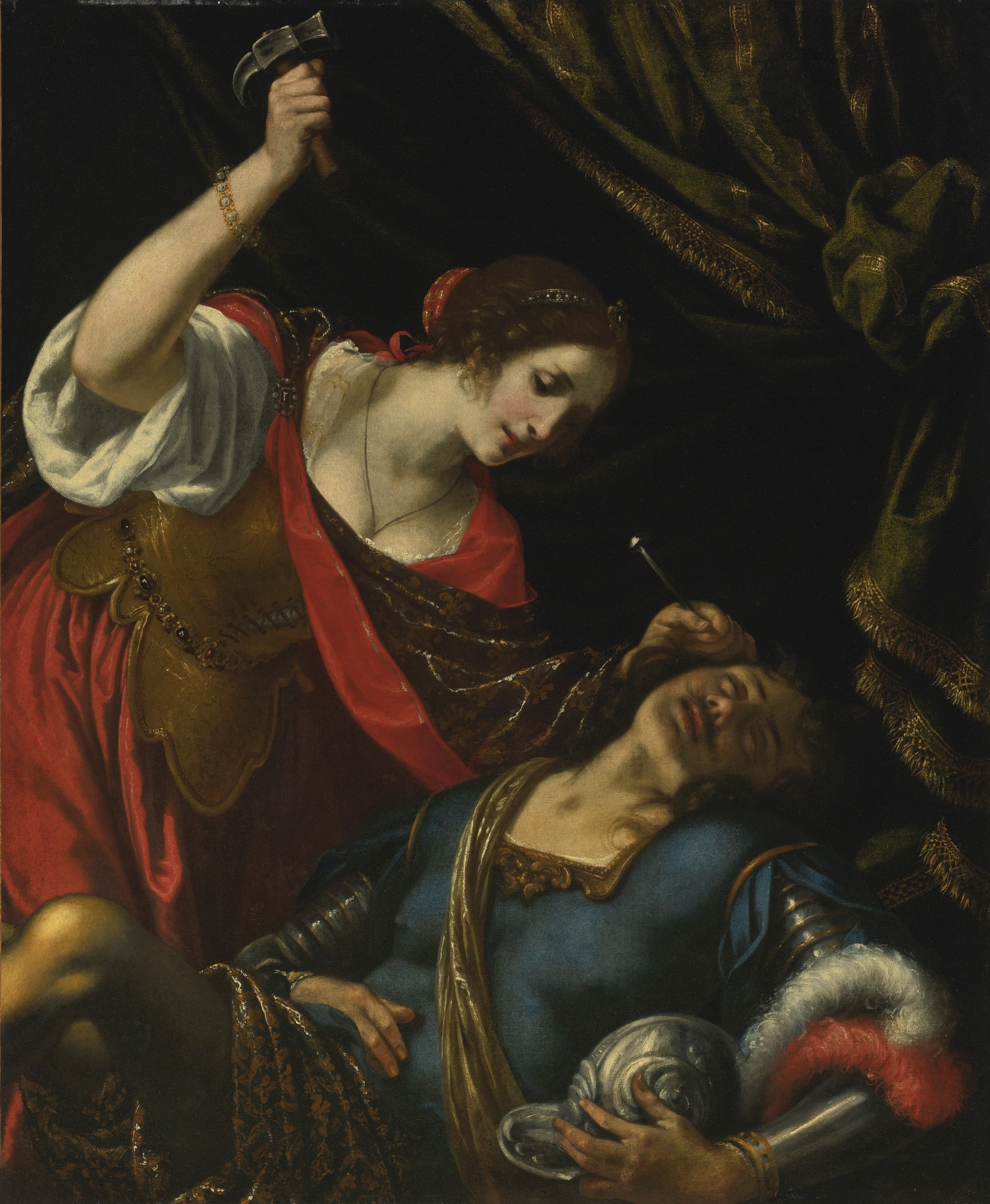
Jacopo Vignali, Giaele e Sisara

Sisara o Sisera (...), era un condottiero dell'esercito di Iabin, re cananeo di Cazor. Menzionato nella Bibbia, fu battuto da Barac e Debora.

## La figura di Sisara nella Bibbia

### Nel Libro dei Giudici
La vicenda di Sisara è descritta nel quarto capitolo del Libro dei Giudici. 
Iabin, sovrano dei Cananei, opprimeva i figli d'Israele da vent'anni. La profetessa Debora fece appello a Barac per attaccare Sisara, giovane generale del re nemico, che disponendo di un temibile esercito con 900 carri da guerra e controllando il territorio del Carmelo fino al lago di Galilea minacciava quindi di isolare le tribù del Nord dal resto d'Israele. Sotto l'impulso di Debora, che vaticinò la sconfitta di Sisara e la sua uccisione ad opera di una donna, esse si schierarono insieme di fronte al pericolo. 
Lo scontro avvenne ai piedi del monte Tabor, dal quale discese l'esercito guidato da Barac. L'armata di Sisara, sorpresa da una improvvisa e fitta pioggia che rese impraticabile il transito dei carri, fu decimata dalla fanteria nemica presso il torrente Qishon e il condottiero fuggì a piedi, da solo, correndo con tutte le proprie energie fino a raggiungere stremato la tenda di Eber, un Kenita che abitava non lontano da Kades e che egli sapeva fedele al suo re. Fu accolto da Giaele, la moglie di Eber, e si lasciò convincere da lei a riposare nella sua tenda.
Ma mentre il giovane dormiva, Giaele, che come ipotizzato da Albert Barnes nutriva segretamente un'antipatia per i Cananei al contrario del marito,  armata di un picchetto e di un martello gli si avvicinò e gli perforò la tempia. Poi la donna andò incontro a Barac rivelandogli che ormai Sisara non avrebbe più potuto nuocere agli Ebrei.
"Allora Giaele tolse un picchetto dalla tenda, prese in mano un martello e si avvicinò a Sisara senza far rumore. Gli conficcò nella tempia il picchetto, ma così forte che rimase piantato anche in terra. Sisara passò dal sonno alla morte". – Gdc 4:18-21.
Segue il cosiddetto "cantico di Debora" (non è chiaro però se sia la profetessa a intonarlo), che celebra la sconfitta dell'esercito di Sisara (con uno sguardo rivolto sulla sorte dei suoi uomini, i cui cadaveri finiscono in acqua per poi essere portati via dalla corrente) e la sua uccisione per mano di Giaele: secondo questo testo il generale dei Cananei sarebbe stato colpito mentre era sveglio e in piedi (" cadde lungo disteso ") e la morte sopraggiunse dopo una breve agonia, caratterizzata da macabri contorcimenti della vittima. Nella seconda parte del brano viene data voce alle angosce della madre di Sisara, che nella sua casa aspetta invano il ritorno del giovane, essendo ancora all'oscuro di quanto accaduto: da qui si evince che i due vivevano insieme, e che gli Ebrei ne erano a conoscenza. La voce recitante, che in precedenza aveva esaltato l'azione omicida (" Sia benedetta fra le donne Giaele! ") nonostante ciò costituisse un crimine contro le regole dell'ospitalità, non sembra rimanere indifferente all'immagine delle premure che il nemico aveva per la genitrice, presumibilmente vedova; un tratto di dolcezza che senza dubbio contribuisce a differenziare Sisara da tutti gli altri oppressori d'Israele nella Bibbia, personaggi generalmente descritti a tinte fosche oppure non caratterizzati affatto (il racconto della drammatica fuga del generale dopo la sconfitta può peraltro far pensare che egli sia soprattutto pervaso dal terrore di premorire alla persona che l'ha messo al mondo). L'anziana viene così risparmiata dall'ironia, che invece si riversa su una vicina di essa - probabilmente una delle figlie di re Iabin - sbeffeggiata per la saggezza che le veniva a torto attribuita: la donna in questione, anonima come la madre di Sisara, le si rivolge infatti dicendosi certa che le ragazze ebree sono state fatte prigioniere, con conseguente bottino delle loro vesti. Da ultimo viene comunque sentenziato che la morte di Sisara appare giusta, in quanto egli non era un adoratore dell'unico vero Dio (" Così periscano tutti i tuoi nemici, Signore! Ma coloro che ti amano siano come il sole quando sorge in tutto il suo splendore ").
Di Sisara non è nota la data di nascita né quella di morte: sappiamo solo che Debora dovrebbe essere stata giudice dal 1160 al 1121 avanti Cristo. Non si sa neppure quanti anni egli avesse al momento del decesso, ma doveva essere abbastanza giovane dato che, come già detto, premorì alla madre. Al riguardo è da osservare che nella ricostruzione biblica del ventennale conflitto tra Iabin e gli Ebrei la figura di Sisara non è presente nel passaggio iniziale; quando il re salì al trono, Sisara probabilmente era ancora un bambino.
Il Cantico di Debora ha per filo conduttore il concetto di maternità. Debora non ha prole, ma il testo afferma che per il suo compito di giudice assurge al ruolo di madre del popolo ebraico. Mentre nei versetti che riguardano la madre di Sisara viene esplorato un contesto di intimità familiare. Le parole che l'anziana pronuncia presentiscono la tragedia: questo passaggio del Cantico risuona in pratica come una variante della lamentazione, forma poetica che esprime dolore per un morto, solitamente un guerriero, pianto dai suoi cari.

### In altri libri
Secondo il Libro di Samuele l'oppressione di cui erano vittime gli Ebrei in quel periodo era il castigo della loro infedeltà. 
Il Salmista implora il Signore di trattare i nemici d'Israele come aveva fatto con Sisara “ al torrente di Qishon ”.
Nel Vangelo di Luca, le parole con cui Elisabetta accoglie la cugina Maria (" Benedetta tu fra le donne e benedetto il frutto del tuo grembo! ") riecheggiano chiaramente l'elogio che Giaele riceve nel Cantico per il suo gesto.

## Una nuova ipotesi sulle origini di Sisara
A lungo si è pensato che Sisara fosse cananeo come il suo re Iabin; il primo ad andare in controtendenza è stato l'archeologo israeliano Adam Zertal, per il quale il giovane sarebbe stato un mercenario Shardana (dapprima al servizio degli Egizi, e solo in seguito di Iabin), sulla base degli insediamenti, assai simili a quelli dei protosardi, rinvenuti nel sito di El-Ahwat, identificabile con l'antica località Aroset Goim; secondo la Scrittura qui infatti abitava Sisara con la madre, e non a Cazor, dove Iabin esercitava il suo potere. Sempre secondo lo studioso, il nome stesso "Sisara" sarebbe da collegare a una radice shardana, escludendo quindi le lingue semitiche e camitiche: Zertal ha inoltre citato antichi reperti nuragici a Creta, menzionanti un personaggio chiamato Saisara. 
Alcuni archeologi italiani si sono detti possibilisti su tale ipotesi, che ruota intorno anche a quello che Zertal ha ritenuto essere il sepolcro del condottiero.     Sulla stessa linea si è mosso lo scrittore Leonardo Melis nel suo libro I Popoli del Mare. Sisara: Eroe Shardana in Israel, pubblicato nel 2022. Il 12 ottobre 2023 si è svolto a Cagliari un convegno internazionale sulla figura di Sisara, al quale hanno partecipato anche l'ex ambasciatore israeliano in Italia Dror Ehidar e Shay Bar, allievo di Zertal.

## Sisara nella cultura moderna

### Arte

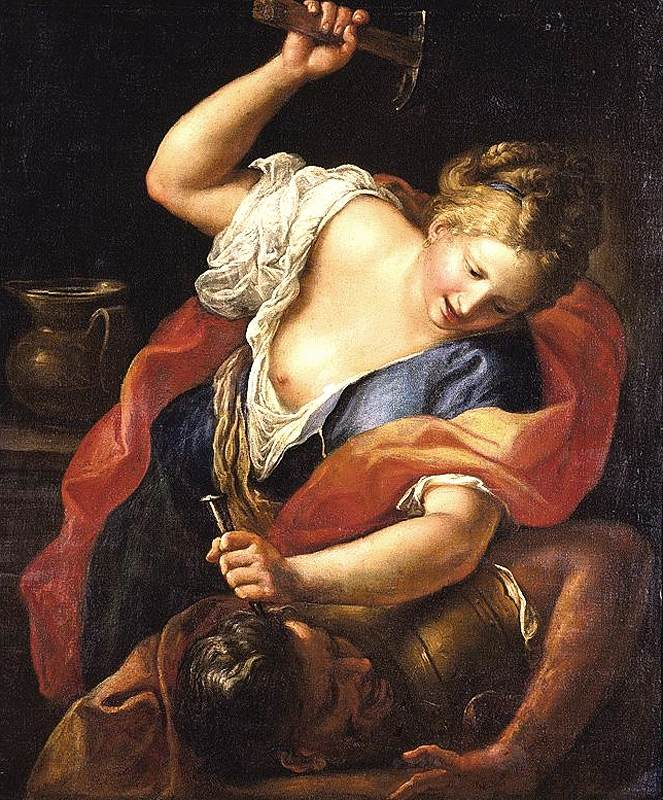
Gregorio Lazzarini, Giaele uccide Sisara

È soprattutto nei secoli XVI e XVII che l'episodio dell'assassinio di Sisara conosce una grande fortuna in campo pittorico. 
Si dà qui di seguito un elenco dei dipinti più noti incentrati sul tema:
- Giaele uccide Sisara, di Cigoli
- Giaele e Sisara, di Jan de Bray
- Giaele e Sisara, di Artemisia Gentileschi
- Giaele uccide Sisara, di Gregorio Lazzarini
- Sisara e Giaele, di Bernardino Mei
- Giaele uccide Sisara, di Palma il Giovane
- Giaele e Sisara, di Mattia Preti
- Giaele e Sisara, di Jacopo Vignali
- Morte di Sisara, di esecutore ignoto

Nessun artista si basa sul cantico di Debora: nelle varie opere infatti Sisara si trova coricato sul giaciglio sempre, talvolta già ucciso, e nella maggior parte dei casi in posizione prona. In Morte di Sisara invece, dipinto di un esecutore ignoto, Giaele uccide il giovane dormiente con l'aiuto di tre uomini, dopo averlo legato con una corda: questa rappresentazione non segue dunque nessuna delle due versioni presenti nel Libro dei Giudici. 
Generalmente Sisara è raffigurato con la barba. Nel dipinto della Gentileschi ha un aspetto sgraziato, mentre gli altri pittori danno al condottiero bellezza e prestanza fisica, caratteristica che il Libro dei Giudici lascia chiaramente intendere nella descrizione della sua fuga a perdifiato ; appare biondo e particolarmente giovane nel dipinto di Vignali, con una lanugine appena accennata sopra le labbra e lungo il collo riverso. Gli artisti che ingentiliscono il volto di Sisara probabilmente colgono l'essenza intima del nemico di Israele quale traspare dal cantico di Debora - sebbene questo testo, come già detto, non sia preso in considerazione per quanto concerne la dinamica del delitto - dispiacendosi dunque in parte per la sua triste sorte; a ciò si accompagna, in alcuni casi, soprattutto nel quadro di Lazzarini, un evidente senso di esecrazione per il gesto della traditrice Giaele, rappresentata con tratti di carnefice spietata; curiosa poi la riproduzione dell'episodio offerta da Jan de Bray, dove Giaele è una nana deforme che ammazza il massiccio generale dei Cananei. Al contrario la Gentileschi vede nell'uccisione di Sisara un esempio di superbia punita, ben suggerita dalla fisicità ripugnante della vittima, proponendo quindi una lettura dell'episodio totalmente a favore di Giaele, donna ispirata da Dio che contribuisce a salvare il popolo ebraico dalle forze del Male; il dipinto risale al 1620 ed è dunque successivo allo stupro subìto dalla pittrice, che dopo il gravissimo oltraggio immortalò spesso nelle sue opere le grandi eroine bibliche come Giuditta, Susanna e appunto Giaele, tutte vincitrici sul maschio prevaricante e oppressore. 
Rare sono invece le rappresentazioni artistiche di Sisara vinto in battaglia: la più celebre è quella eseguita da Luca Giordano (Disfatta di Sisera).

### Musica
- La storia di Sisara è stata musicata dal compositore bavarese Johann Simon Mayr nel 1793 e rappresentata in forma di oratorio, la cui "prima" si tenne a Venezia nella chiesa di San Lazzaro dei Mendicanti. In questa composizione, intitolata appunto Sisara, il giovane condottiero non solo ha il ruolo da protagonista, ma è anche personaggio palesemente virtuoso, di nobili sentimenti, a differenza della perfida Giaele, che per ingannarlo gli fa credere di essere innamorata di lui, passando così per adultera.

- La medesima vicenda è servita da spunto al compositore italiano Ildebrando Pizzetti per la stesura della propria opera Debora e Jaele, rappresentata per la prima volta al Teatro alla Scala di Milano nel 1922. Qui il nemico di Israele è chiamato Sisera e il suo status è quello di re dei Cananei: come nell'oratorio di Mayr egli è caratterizzato da una nobiltà d'animo con cui spiazza più volte Jaele. Ma egli oltretutto per Giaele prova amore, nonostante lei sia sposata, e glielo confessa. La donna si rende conto di essere anche lei innamorata e quasi rinuncia al proposito omicida. Alla fine ucciderà Sisera nel sonno, ma solo per non consegnarlo vivo in mano agli Ebrei, che sicuramente lo massacrerebbero dopo torture atroci.